# Schloss Guermantes

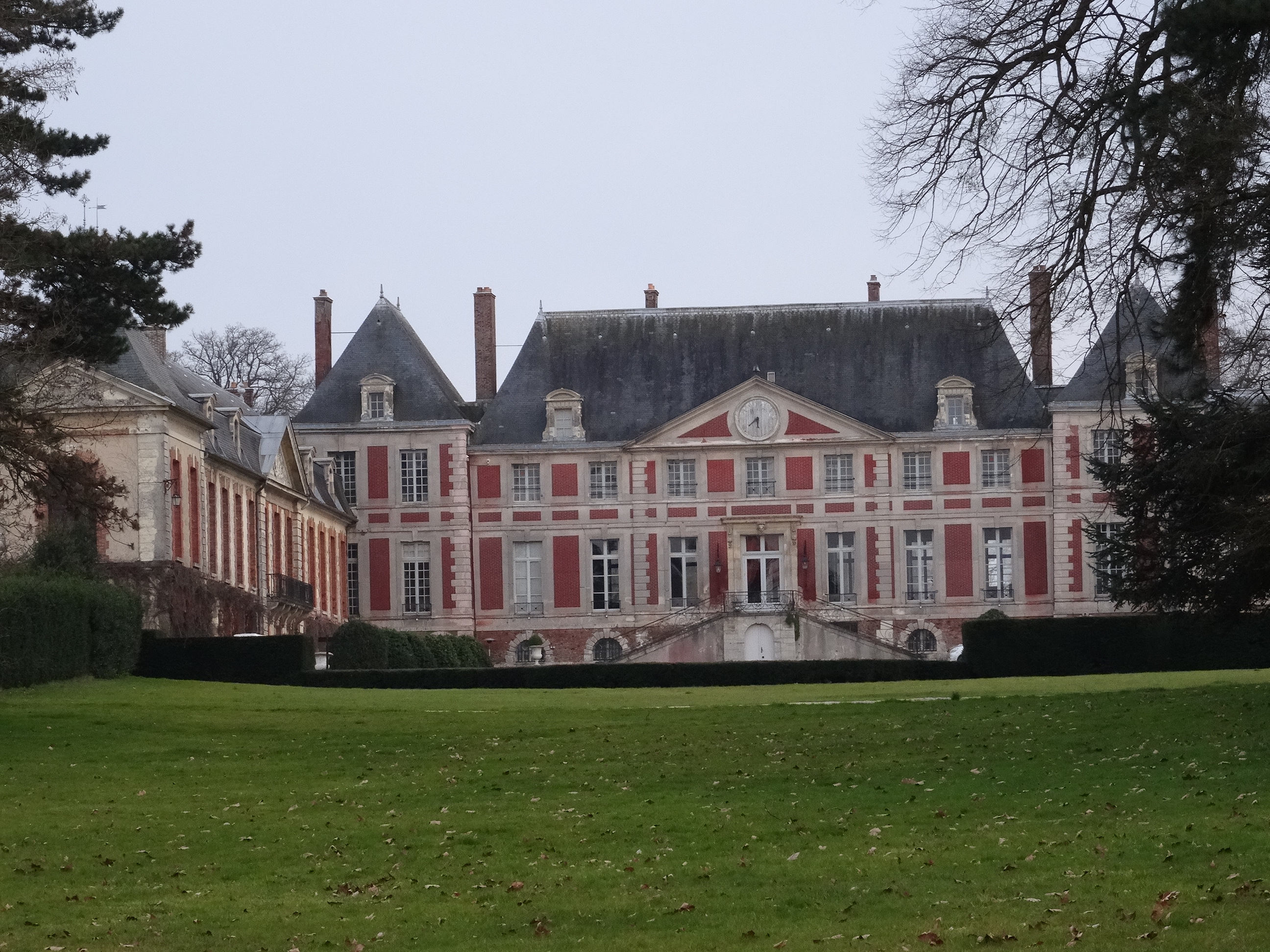
Schloss Guermantes

Das Schloss Guermantes (frz. Château de Guermantes) ist eine französische Schlossanlage in Guermantes im Département Seine-et-Marne, Region Île-de-France. Der barocke Bau, der nur zwei Kilometer von Eurodisney entfernt liegt, ist seit dem 9. August 1944 ein französisches Kulturdenkmal.

## Beschreibung
Der H-förmig angelegte Backsteinbau mit Steinfassaden und Ecksteinen steht in einem großen Park. Der Haupttrakt wird von Risaliten flankiert. Seine steilen Dächer sind mit Schiefer gedeckt und mit hohen Schornsteinen versehen.
Das ursprüngliche Mobiliar ist verschwunden, die Salons weisen Verzierungen aus dem 17. und 18. Jahrhundert auf. Das Schloss befindet sich in Privatbesitz und ist nicht öffentlich zugänglich.

## Geschichte

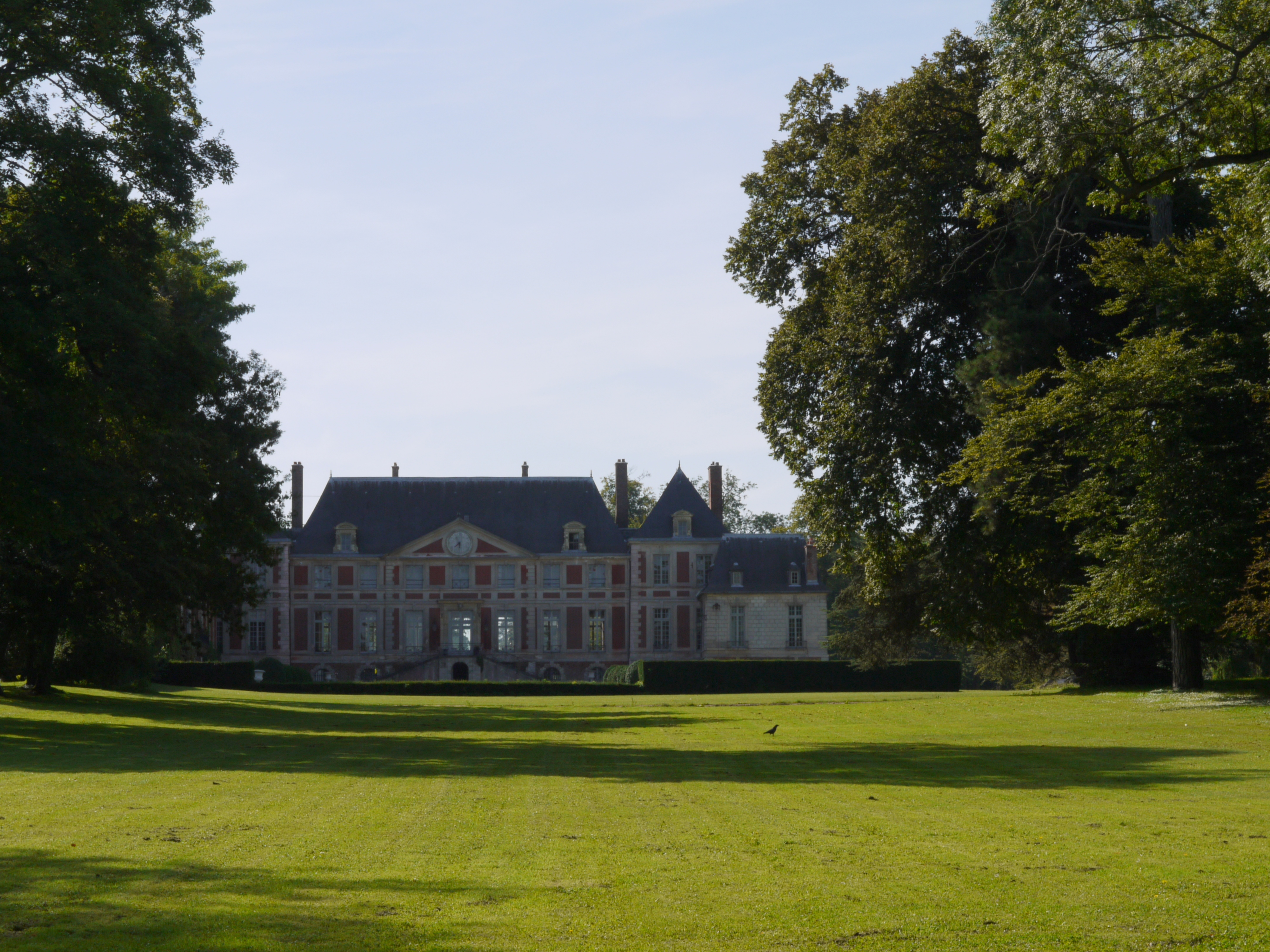
Château de Guermantes

Die Herrschaft hieß ursprünglich Le Chemin (der Weg, lateinisch via) und gehörte im Mittelalter einer Adelsfamilie, die sich nach ihr du Chemin benannte. In einer Urkunde der Pariser Abtei Sainte-Geneviève aus dem 14. Jahrhundert werden die dortigen Ländereien auch als „in via de Guermant“ bezeichnet. Durch die Heirat der Witwe Jacqueline du Chemin kam der Besitz 1362 an den königlichen Sekretär Pierre Blanchet. Zwanzig Jahre später war die Herrschaft aufgeteilt, ein Teil kam an die Abtei Malnoue, ein Teil an den Schildknappen Jean Motelin, der Hauptteil vermutlich an den Knappen Etienne Boulart, der 1397 in der Kirche von Guermantes bestattet wurde. Im 15. Jahrhundert gehörten die Lehen Le Chemin und Roquemont dem Advokaten und Rat des Parlement (1477) Pierre Poignant, der auch die Herrschaften Athis, Aigremont, Tillières und Archères besaß. Erbin von Le Chemin wurde eine seiner Schwestern, die den Rechnungskammerrat Nicolas Viole geheiratet hatte. Der 1638 verstorbene Claude Viole ließ das Schloss im Stil des Frühbarock errichten. Als Claude Violes Sohn Pierre († 1667), einstiger Präsident des Parlement de Paris, zum Seigneur de Guermantes ci-devant Le Chemin (Herr von Guermantes, zuvor Le Chemin) erhoben wurde, kam auch das Gut einschließlich des darauf befindlichen Dorfes endgültig zu seinem offiziellen Namen Guermantes.
Im Jahre 1698 wurde das Anwesen von Paulin Pondre (1650–1723), der als Steuereintreiber von Lyon zu einem der einflussreichsten Financier zur Zeit Ludwigs XIV. aufgestiegen war, erworben. Er berief Jules Hardouin-Mansart für die Restaurierung des Gebäudes, die im Jahre 1710 abgeschlossen wurde. André Le Nôtre unterstand die Gestaltung des Parks. Damit prägten die Baumeister von Schloss Versailles auch diesen kleinen Landsitz. 1713 wurde Pondre zum Präsidenten des französischen Rechnungshofes ernannt. Das Schloss Guermantes wurde zum Schauplatz von Festen, welche die Gäste nachhaltig beeindruckten.
Im Jahre 1719 kaufte der schottische Bankier John Law das Anwesen für 800.000 Pfund. Allerdings blieb er nur kurzzeitig Besitzer, denn 1720 platzte die sogenannte Mississippi-Blase, für die er die Hauptverantwortung trug. Law musste bankrott aus Frankreich fliehen und das nicht wirksam bezahlte Schloss fiel an Paulin Pondre zurück, dessen Familie es weiterhin behielt. Im Zuge der Französischen Revolution wurde das Gut vorübergehend enteignet. Nach der Restauration in Frankreich blieb es weiter in Familienbesitz, bis es 1920 an die Bankiersfamilie Hottinguer verkauft wurde. Seit 2008 gehört es einer Firma, die hier Seminare veranstaltet.

## Nutzung
In jüngerer Zeit war das Schloss der Drehort einiger Filme, so zum Beispiel von Cartouche, der Bandit (1962) von Regisseur Philippe de Broca, Danton von Andrzej Wajda, Amadeus (1984) von Miloš Forman und Gefährliche Liebschaften von Stephen Frears.
Das Schloss hat seit 2008 einen neuen Besitzer und wurde seither in ein Kongresszentrum umgebaut.

## Rolle des Namens Guermantes in Marcel Prousts Roman
Der dritte Band von Marcel Prousts Roman Auf der Suche nach der verlorenen Zeit trägt den Titel: Le coté de Guermantes (deutsch etwa: Die Gegend von Guermantes, deutsche Übersetzungen verwenden verschiedene Titel: Der Weg nach Guermantes; Die Welt der Guermantes). In diesem Band verliebt sich der Ich-Erzähler in die deutlich ältere Herzogin von Guermantes. Herzöge dieses Namens, wie sie im Roman auftreten, hat es historisch jedoch nie gegeben. Das fiktive „Schloss Guermantes“ tritt bereits im ersten Band des Romans auf, da die Spaziergänge der Familie des Ich-Erzählers in die Gegend bei diesem Schloss führen. Jenes „Guermantes“ liegt im Roman in der Nähe des ebenfalls fiktiven Ortes Combray. Während Combray stark an das rund 100 Kilometer südwestlich von Paris gelegene Dorf Illiers angelehnt ist, in dem Prousts Großeltern lebten und die Familie ihre Ferien verbrachte, hat der Autor vom realen Schloss Guermantes nur den Namen aufgegriffen, nachdem er dieses im Jahr 1908 besucht hatte.

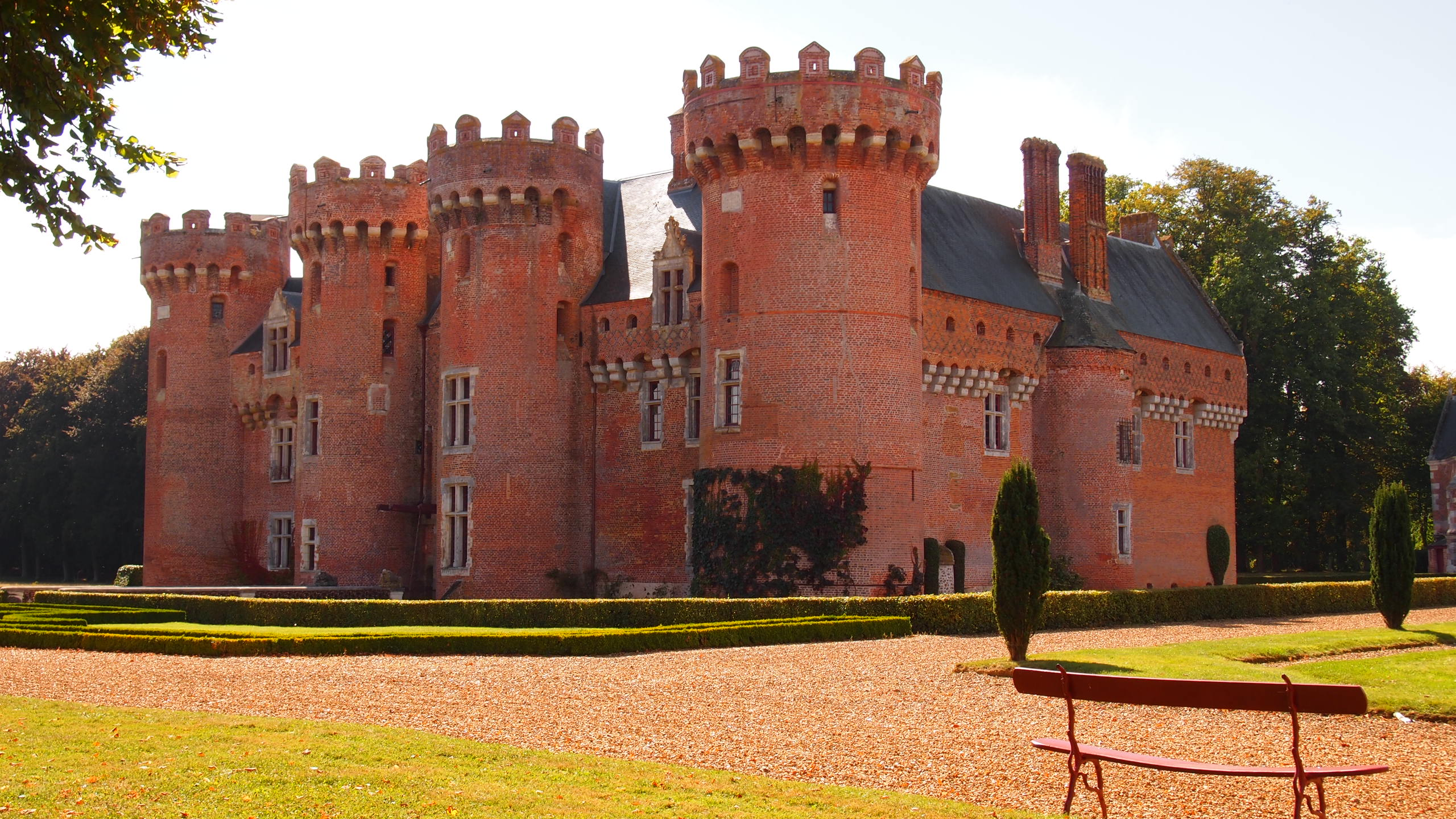
Schloss Villebon, eigentliches Vorbild für das „Schloss Guermantes“ im Roman

Tatsächlich hatte Proust das Schloss Villebon vor Augen, das sich nördlich von Illiers befindet. Proust verwendete in älteren Entwürfen des ersten Bandes seiner Romanfolge (Notizbücher 1 und 4 des Entwurfs zu In Swanns Welt) aus den Jahren 1906 und 1907 den Ausdruck „auf die Seite von Villebon“ anstelle von „auf die Seite von Guermantes“, um die Richtung der Spaziergänge des Ich-Erzählers vom Dorf Combray aus zu kennzeichnen, im Unterschied zu der alternativen Ausflugsrichtung „auf die Seite von Méséglise“, die auch „die Seite von Swann“ genannt wird (französisch: Du côté de chez Swann, zugleich der Original-Titel des ersten Bandes In Swanns Welt). Bald nach seinem Besuch in Guermantes tauschte Proust die Namen in seinem Manuskript aus. Einerseits erschien ihm vermutlich der Name Guermantes klangvoller als Villebon (die Silbe -antes bezeichnet er ausdrücklich als „mythisch“); vor allem aber konnte er so die konkreten Bezüge auf seine Heimatregion besser verschleiern, wie er es bereits mit der Namenswahl des Ortes Combray (in der Normandie) für Illiers (bei Chartres) getan hatte. Das reale Méréglise bei Illiers veränderte er jedoch nur um einen Buchstaben in Méséglise. Bevor er sein Romanschloss und die zugehörige Herzogsfamilie jedoch Guermantes nannte, zog Proust besorgt Erkundigungen ein, ob es auch tatsächlich keine Familie de Guermantes mehr gäbe. Er lässt dieses fiktive Adelsgeschlecht der Herzöge von Guermantes, Grafen von Combray von den Herzögen von Brabant abstammen und beschwört vielfach die legendäre Genoveva von Brabant herauf, um die Familie Guermantes in mythische Höhen zu entrücken, welche er zugleich mit der prosaischeren Gegenwart kontrastiert. Als Vorbild für die Duchesse de Guermantes, eine wichtige Figur des Romans, diente ihm Élisabeth de Riquet de Caraman, Comtesse Greffulhe (1860–1952). Für die Beschreibung der Inneneinrichtung von „Schloss Guermantes“ ließ Proust sich von der des Schlosses Balleroy anregen.